# Cowlairs
 (février 2019).
Si vous disposez d'ouvrages ou d'articles de référence ou si vous connaissez des sites web de qualité traitant du thème abordé ici, merci de compléter l'article en donnant les références utiles à sa vérifiabilité et en les liant à la section « Notes et références ».
Cowlairs est un quartier de Glasgow au sein du district de Springburn. Il est situé au nord de la Clyde.

## Histoire
L'histoire de ce quartier est lié au chemin de fer. En 1841, la première usine en Grande-Bretagne à construire à la fois des locomotives et des wagons a été mise en service à Cowlairs, par la Edinburgh and Glasgow Railway (en) avant d'être repris par la North British Railway puis la London and North Eastern Railway et enfin la British Rail Engineering Limited (en) qui ferma finalement l'usine en 1968, aujourd'hui reconvertie dans le commerce de scotch whisky. Toutefois, un dépôt d'entretien et de maintenance ferroviaire existe encore dans le quartier dont il est l'un des plus gros employeurs.

## Sports
Le quartier a abrité le club de football Cowlairs Football Club, qui a existé de 1876 à 1896 et qui est célèbre pour être l'un des dix clubs fondateurs de la Scottish Football League.